# Arverner

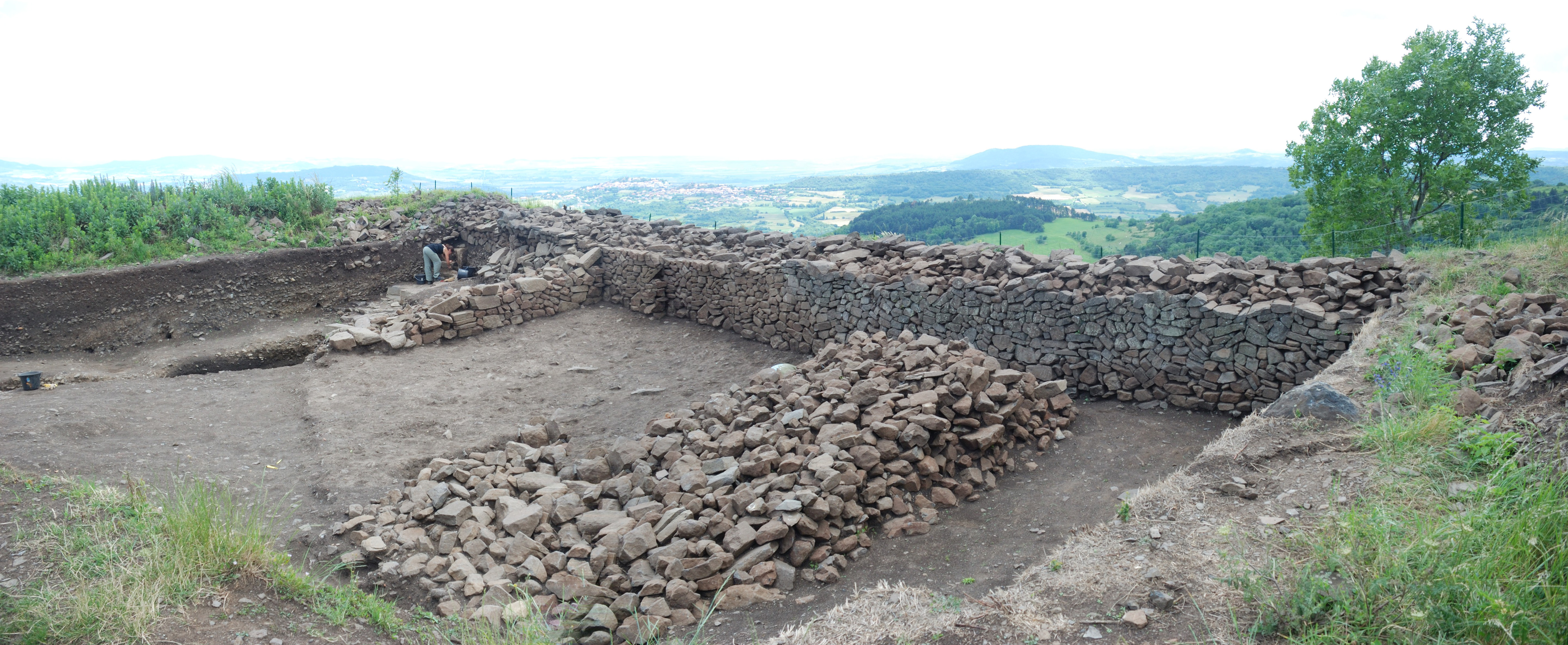
Ruinerna i Gergovia.

Arvernierna var ett keltiskt folk i Akvitanien som har givit sitt namn till dagens Auvergne. Enligt klassiska författare bildade de under 200- och 300-talet f.Kr. den starkaste stammen i Gallien med staden Gergovia som starkaste fäste. De förlorade dock denna maktställning när de besegrades av romarna 123 f.Kr. Ungefär ett halvsekel senare ledde Vercingetorix, tillhörande den arverniska stammen, det galliska upproret mot Julius Caesar innan han besegrades vid slaget vid Alesia.
Under ett samtal med Caesar berättar haeduern Diviciacus:
| ”                  | Det fanns, sade han, i hela Gallien två politiska partier. Haeduerna var den ledande nationen inom det ena av dessa, arvernerna inom det andra. Dessa hade i många år kämpat om den politiska ledningen med stor förbittring. Nu hade det slutligen gått därhän, att arvernerna och sekvanerna hade inkallat germaner i sin sold. | „ |
| – De bello Gallico | |   |

Deras huvudstad bar under kejsartiden namnet Augustonemetum och är identisk med Clermont i departementet Puy-de-Dôme.